# Zygmunt Bauman
Zygmunt Bauman (Poznanj, 19. studenoga 1925. – Leeds, 9. siječnja 2017.) svjetski je poznati poljski sociolog, filozof i teoretičar kulture, sveučilišni profesor. Predavao je na najuglednijim svjetskim sveučilištima, a autor je golemog broja djela, prevedenih na brojne svjetske jezike. Prva djela, objavljena u Poljskoj, posvećena su sociologiji, s osloncem na takozvani zapadni marksizam, a kasnije pozornost sve više posvećuje analizi kulture u epohi postmodernizma. Na hrvatski su mu prevedena djela O Bogu i čovjeku, Postmoderna etika.
Citat iz Postmoderna mudrost, postmoderna nemoć: Moralna je odgovornost najosobnije i neotuđivo ljudsko vlasništvo te najdragocjenije ljudsko pravo. Ne može se oduzeti, podijeliti, ustupiti, založiti ili pohraniti na sigurno. Moralna odgovornost je bezuvjetna i beskrajna, a očituje se u neprestanoj strepnji da se nije dovoljno očitovala. Moralna odgovornost ne traži potvrdu za svoje pravo da bude ili za svoje pravo da ne bude. Tu je prije svake utjehe ili dokaza i nakon svake isprike i razrješenja grijeha.

## Vanjske poveznice
- (eng.) WorldCat